# Elofsonia baltica
Elofsonia baltica är en kräftdjursart som beskrevs av Hirschmann 1909. Elofsonia baltica ingår i släktet Elofsonia, och familjen Loxoconchidae. Arten är reproducerande i Sverige.